# Wintrebertia orientalis
Wintrebertia orientalis är en insektsart som beskrevs av Marius Descamps 1971. Wintrebertia orientalis ingår i släktet Wintrebertia och familjen Euschmidtiidae. Inga underarter finns listade i Catalogue of Life.